# 孔徳貴

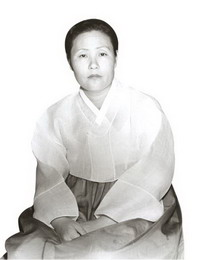
1928年

孔 徳貴（コン・ドックィ、朝鮮語: 공덕귀/孔德貴、1911年4月21日 - 1997年11月24日）は、大韓民国のキリスト教（長老派）の伝道師、ファーストレディ、民主化運動家、人権運動家。本貫は曲阜孔氏、第4代大統領尹潽善の妻であった。

## 経歴
慶尚南道統営生まれ。東萊日新高等女子学校、横浜公立女子神学校卒。金泉黄金洞教会の伝道師を経て、1943年東京女子神学専門学校4年編入されたが、1944年に黄金洞教会に復帰した。1946年に朝鮮神学校女子神学部の専任講師となり、1949年1月にソウル市長の尹潽善と結婚した。1960〜62年にファーストレディを務めたほか、1969年に安東教会女伝道会長、1972年にイエス教長老会女伝道会ソウル連合会会長を歴任した。1974年2月に韓国教会女性連合会代表として東京で開かれた国際女性平和会議に出席し、韓国人被爆者問題について討論した。同年5月からは韓国教会女性連合会初代人権委員長、拘束者家族協議会会長、イエス教長老会女伝道会全国連合会副会長、韓国教会女性連合会会長を務め、民主化運動・人権運動に投身した。1977年から女性労働者の生存権闘争を支援する活動を展開し、南営ナイロンと邦林紡績の女性労働者の賃金闘争を支援し、邦林紡績滞納賃金対策委員会委員長を務めた。1978年に東一紡織事件緊急対策委員会委員となり、翌年にYH対策委員会委員を務め、1983年に韓国キリスト教100周年記念事業協議会女性分科委員長、1986年に教会一致女性協議会初代会長を歴任した。1997年にソウルの安国洞で死去した。